# M2 (міна)
M2 — це вистрибуюча протипіхотна міна Сполучених Штатів, яка використовувалася під час Другої світової війни. Було виготовлено кілька варіантів міни, і хоча міна більше не перебуває на озброєнні США, її можна знайти на Кіпрі, в Ірані, Іраку, Кореї, Лаосі, Омані, Руанді, Тунісі та Західній Сахарі. Копії міни виготовили Бельгія (як PRB M966), Пакистан (P7), Португалія (M/966) і Тайвань.
Міна складається з циліндричного сталевого основного корпусу, що містить корпус мінометного снаряда калібру 60 міліметрів (початково M49A2), з’єднаний із високою тонкою підставкою для детонатора. Підставка для запобіжника містила або штифтовий запобіжник, або комбінований запобіжник із розтяжним дротом із зубцями. Пізніші запобіжники були чутливі до тиску або витягування і могли використовуватися з розтяжним дротом. Коли міна спрацьовує, заряд чорного пороху викидає мінометний снаряд з основного корпусу міни в повітря. Піротехнічний запобіжник підриває міну, коли вона піднімається на висоту від двох до трьох метрів. Повідомляється, що радіус ураження міни становить близько десяти метрів.

## Розробка
США почали розробку протипіхотних мін влітку 1940 року під впливом подій Другої світової війни. Французький офіцер, майор П’єр Делаланд (іноді Поль Делаланд), який уникнув падіння Франції, приїхав до США з кресленнями обмежувальної міни Modele 1939. Серія мін М2 була заснована на цій конструкції і вперше була встановлена в середині 1943 року.

## Статус
Міна деякий час не перебувала на озброєнні США, незабаром після Другої світової війни її замінили на міну M16. M2 не вважався вдалим дизайном і був замінений більш успішними німецькими моделями.
З появою Оттавського договору великі запаси цієї міни були ліквідовані. Станом на  2006 Кіпр, Греція, Туреччина, і, можливо, Тайвань зберігають запаси цієї міни. Очікувалося, що Кіпр, Греція та Туреччина знищать свої запаси мін до березня 2008 року.

## Варіанти
Варіанти міни відрізняються деталізацією детонатора і базової частини міни. Ранні міни мали велику тонку плоску круглу основу, тоді як пізніші міни мали меншу, товщу основу. Пізніший варіант міни також був краще водонепроникним.
- M2A1
- M2A1B
- M2A1B1 - варіант міни з тим самим корпусом, але тримач детонатора та корпус міни об'єднані в єдиний чавунний шматок, призначений для спрощення масового виробництва. Міна мала ширину 3,78 дюйма в найширшому місці та 8,63 дюйма у висоту, загальна вага 7,16 фунтів.[7]
- M2A2
- M2A3 - цей варіант був на озброєнні під час Другої світової війни. Основна відмінність цієї міни від пізніших варіантів полягала у використанні збільшеного метального заряду в цьому варіанті.
- M2A3B2
- M2A4
- M2A4B2